# Baureihe 181.2
De Baureihe 181.2 is een elektrische locomotief bestemd voor het personenvervoer van de Deutsche Bundesbahn (DB).

## Geschiedenis
Om bij het passeren van een landsgrens het tijdrovend proces van het verwisselen van locomotieven te beperken besloot de Deutsche Bundesbahn (DB) tot de bouw van een aantal proeflocomotieven die onder verschillende bovenleidingsspanningen kunnen rijden. Dit type locomotief was hiervoor uitgerust voor twee spanningen voor het rijden in Duitsland, Luxemburg en Frankrijk. Door de elektrificatie in 1973 van de Moselstrecke tussen Koblenz en Trier met aansluiting via Wasserbillig naar Luxemburg en met aansluiting via Apach naar Thionville. Inmiddels is de 181 206 in bezit van DB Museum Koblenz.

## Constructie en techniek
De locomotief heeft een stalen frame. Op de draaistellen wordt elke as door een elektrische motor aangedreven.

### Nummers
De locomotieven zijn door de Deutsche Bundesbahn (DB) als volgt genummerd.
- 181 201 - 225: serie

## Treindiensten
De locomotieven worden door de Deutsche Bahn (DB) ingezet in het personenvervoer op trajecten tussen Duitsland en Luxemburg.
De locomotieven werden tot 2007 door de Deutsche Bahn (DB) ingezet in het personenvervoer en in het goederenvervoer op trajecten tussen Duitsland en Frankrijk.

## Foto’s

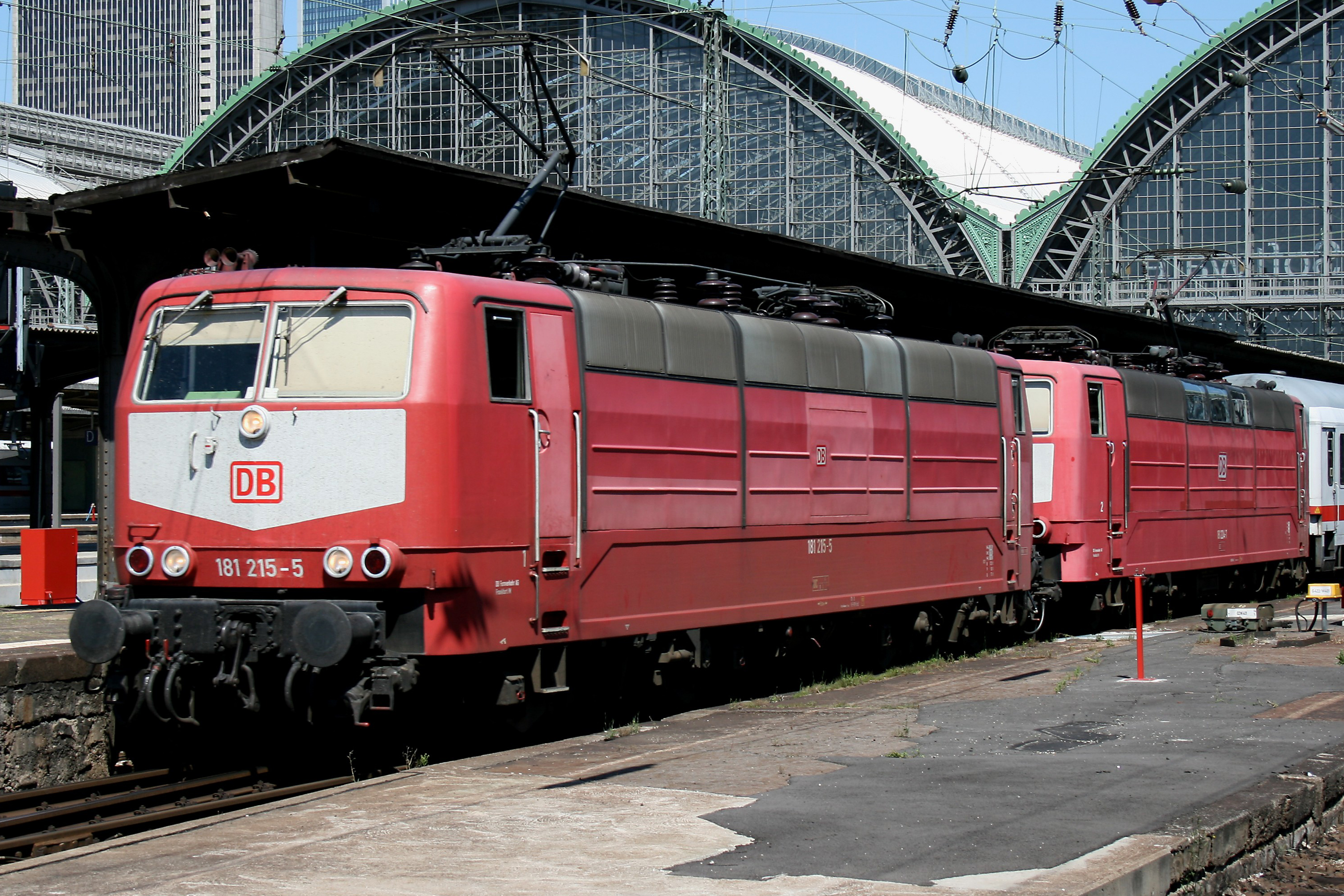
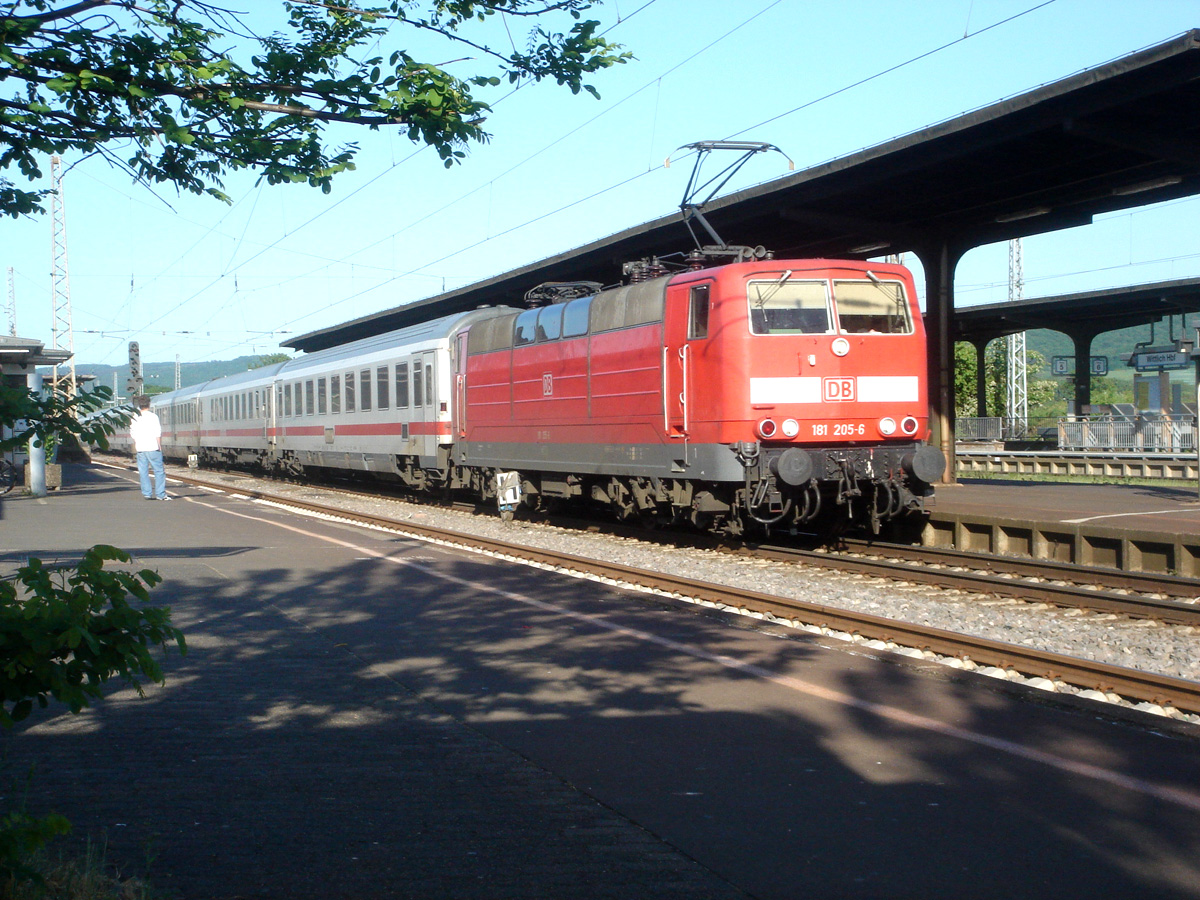
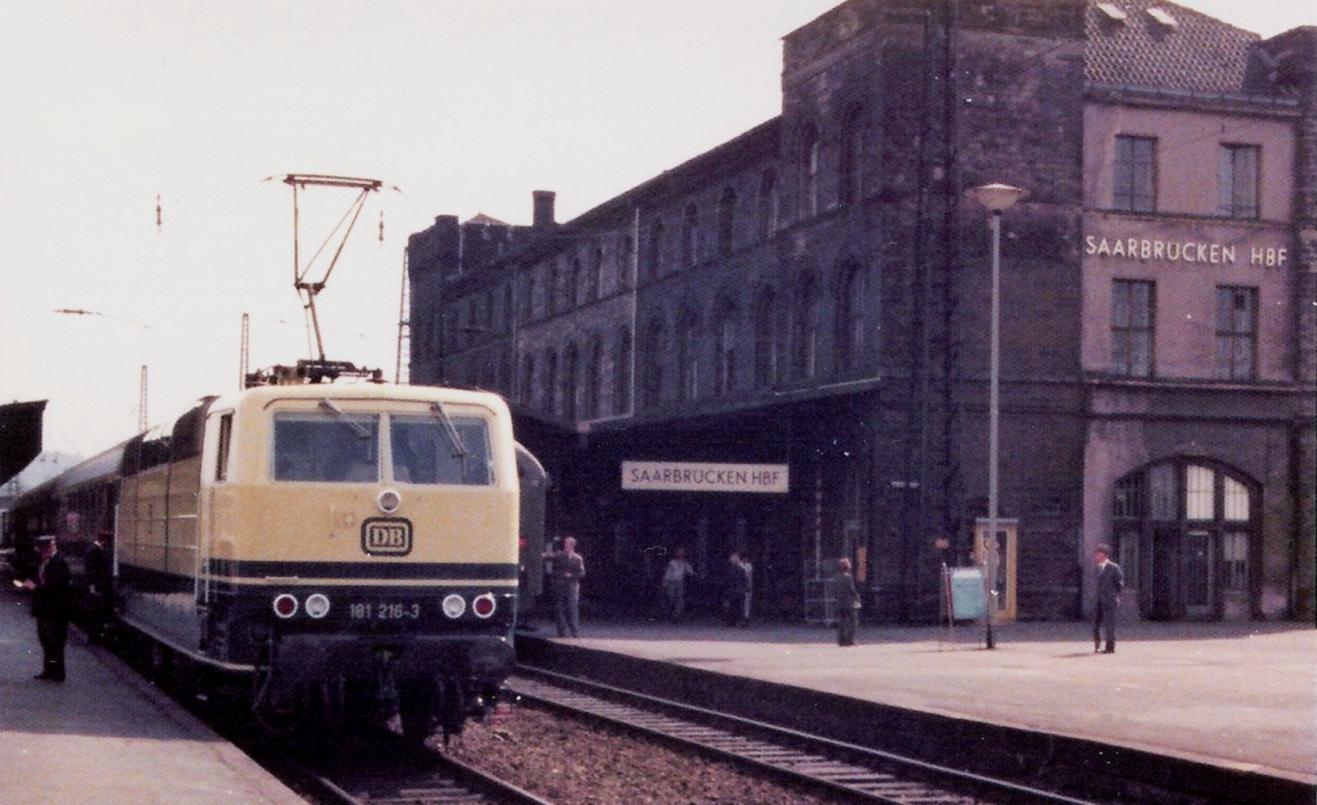
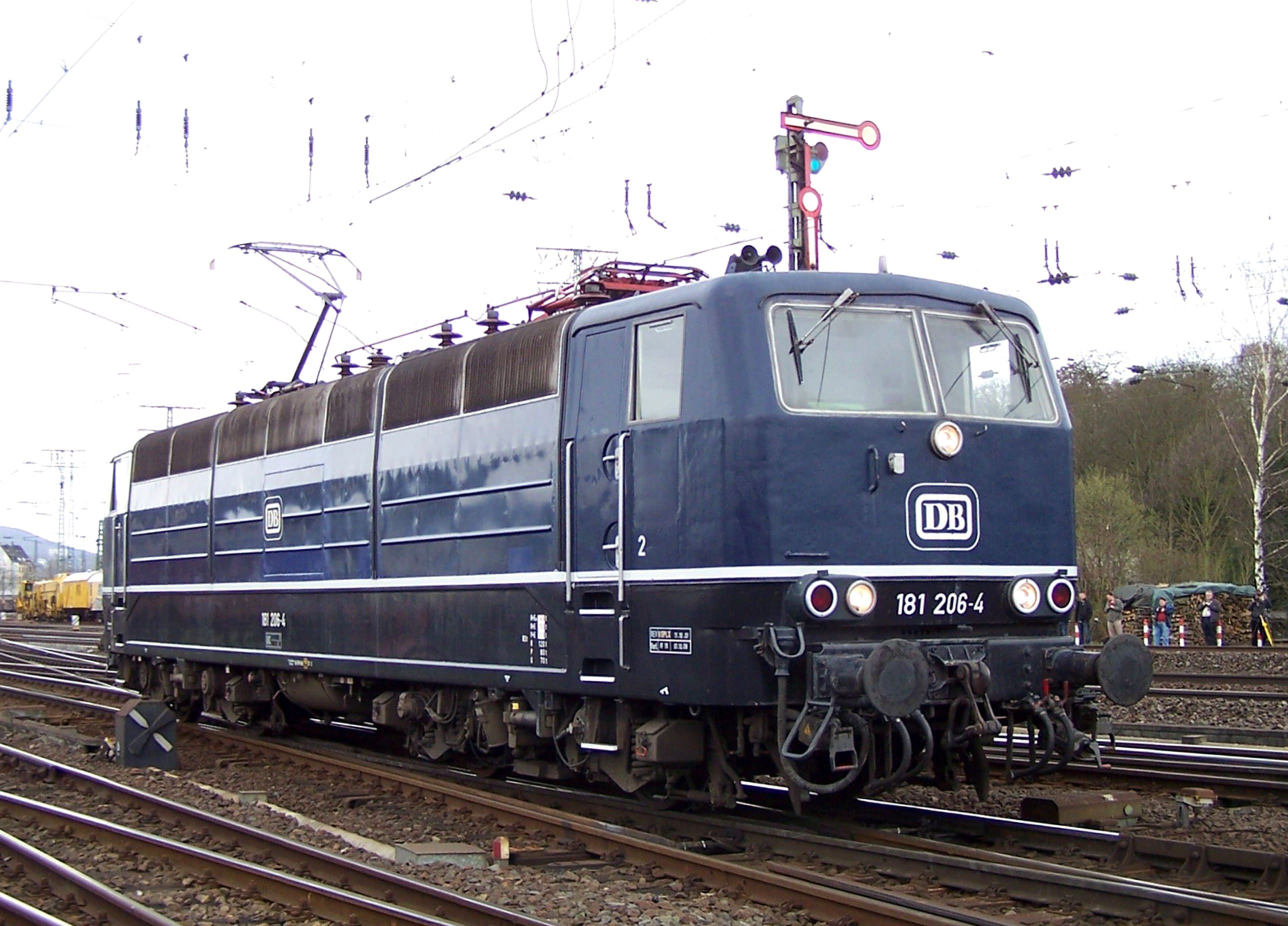
181 206 bij een voertuig optocht van het DB Museum

In dit overzicht staan eveneens treinen van de Deutsche Bundesbahn (DB) en van de Deutsche Reichsbahn (DR)